# Tachina strenua
Tachina strenua là một loài ruồi trong họ Tachinidae.